# Calle Järnkrok
Carl „Calle“ Järnkrok (* 25. September 1991 in Gävle) ist ein schwedischer Eishockeyspieler, der seit Juli 2022 bei den Toronto Maple Leafs aus der National Hockey League unter Vertrag steht. Zuvor gehörte der Center sieben Jahre lang der Organisation der Nashville Predators an und spielte kurzzeitig für die Seattle Kraken sowie die Calgary Flames. Sein Vater Tony war ebenfalls ein professioneller Eishockeyspieler, ebenso wie sein Cousin Elias Lindholm.

## Karriere

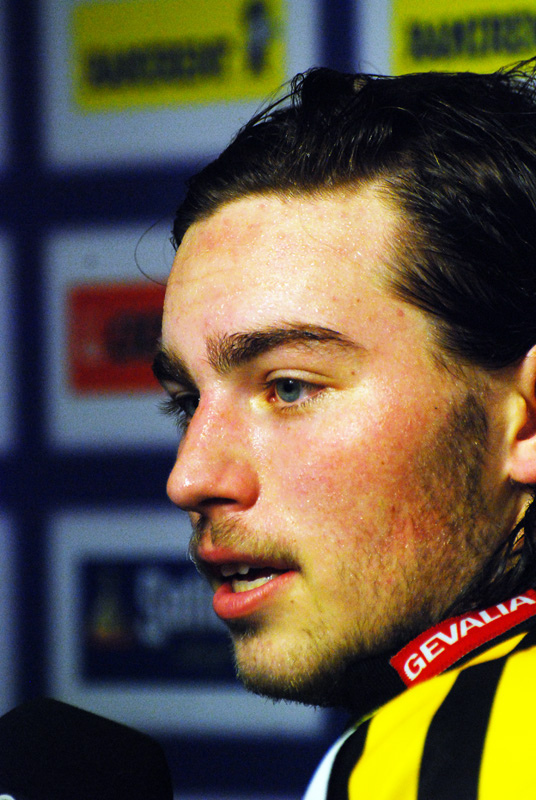
Calle Järnkrok, 2012

Calle Järnkrok begann seine Karriere als Eishockeyspieler in seiner Heimatstadt in der Nachwuchsabteilung von Brynäs IF, mit dessen U20-Junioren er in der Saison 2008/09 die SuperElit gewann. Für die Profimannschaft von Brynäs gab der Center in der Saison 2009/10 sein Debüt in der Elitserien. Dabei erzielte er in 38 Spielen fünf Tore und gab sieben Vorlagen. Anschließend wurde er im NHL Entry Draft 2010 in der zweiten Runde als insgesamt 51. Spieler von den Detroit Red Wings ausgewählt.
Zur Saison 2012/13 erhielt Järnkrok einen NHL-Einstiegsvertrag über drei Jahre Laufzeit, verblieb aber zunächst auf Leihbasis bei Brynäs IF. In der Hauptrunde der Saison 2012/13 war er Topscorer seiner Mannschaft mit 42 Scorerpunkten. Im März 2013, nachdem Brynäs aus den Elitserien-Playoffs ausgeschieden war, wurde Järnkrok von den Red Wings zu deren Farmteam, den Grand Rapids Griffins aus der American Hockey League, beordert.
Am 5. März 2014 wurde Järnkrok gemeinsam mit Patrick Eaves und einem Drittrunden-Wahlrecht im NHL Entry Draft 2014 im Austausch für David Legwand zu den Nashville Predators transferiert. Mit den Predators erreichte er in der Saison 2016/17 das Stanley-Cup-Finale, unterlag dort jedoch den Pittsburgh Penguins. Insgesamt gehört der Schwede sieben Jahre lang der Organisation Nashvilles an, ehe er im NHL Expansion Draft 2021 von den Seattle Kraken ausgewählt wurde.
In Seattle war der Schwede nur bis März 2022 aktiv, als er im Tausch für drei Draft-Wahlrechte an die Calgary Flames abgegeben wurde. Die Kraken erhielten im Gegenzug ein Zweitrunden-Wahlrecht für den NHL Entry Draft 2022, ein Drittrunden-Wahlrecht für den NHL Entry Draft 2023 sowie ein Siebtrunden-Wahlrecht im NHL Entry Draft 2024 und übernahmen zudem weiterhin die Hälfte von Järnkroks Gehalt. Bei den Flames beendete er die Saison 2021/22 und erhielt anschließend keinen weiterführenden Vertrag, sodass er sich im Juli 2022 als Free Agent den Toronto Maple Leafs anschloss. Dort unterzeichnete er einen neuen Vierjahresvertrag mit einem Gesamtvolumen von 8,4 Millionen US-Dollar.

### International
Für Schweden nahm Järnkrok an der U18-Junioren-Weltmeisterschaft 2009 und der U20-Junioren-Weltmeisterschaft 2011 teil. Bei der Weltmeisterschaft 2013 in Stockholm und Helsinki war er erstmals Teil der Herren-Nationalmannschaft und gewann mit dieser die Goldmedaille.

## Erfolge und Auszeichnungen
- 2009 U20-Junioren SuperElit-Meister mit Brynäs IF
- 2012 Schwedischer Meister mit Brynäs IF
- 2013 Goldmedaille bei der Weltmeisterschaft
- 2014 Bronzemedaille bei der Weltmeisterschaft

## Karrierestatistik
Stand: Ende der Saison 2024/25

### International
Vertrat Schweden bei:
| - U18-Junioren-Weltmeisterschaft 2009 - U20-Junioren-Weltmeisterschaft 2011 - Weltmeisterschaft 2012 | - Weltmeisterschaft 2013 - Weltmeisterschaft 2014 |

(Legende zur Spielerstatistik: Sp oder GP = absolvierte Spiele; T oder G = erzielte Tore; V oder A = erzielte Assists; Pkt oder Pts = erzielte Scorerpunkte; SM oder PIM = erhaltene Strafminuten; +/− = Plus/Minus-Bilanz; PP = erzielte Überzahltore; SH = erzielte Unterzahltore; GW = erzielte Siegtore; 1 Play-downs/Relegation; Kursiv: Statistik nicht vollständig)